# NGC 4224
NGC 4224 is een spiraalvormig sterrenstelsel in het sterrenbeeld Maagd. Het hemelobject werd op 13 april 1784 ontdekt door de Duits-Britse astronoom William Herschel.

## Synoniemen
- UGC 7292
- MCG 1-31-34
- ZWG 41.60
- VCC 199
- IRAS 12140+0744
- PGC 39328